# Hebecnema halterata
Hebecnema halterata är en tvåvingeart som beskrevs av Stein 1910. Hebecnema halterata ingår i släktet Hebecnema och familjen husflugor. Inga underarter finns listade i Catalogue of Life.